# La conferència
La conferència (originalment en alemany, Die Wannseekonferenz) és un docudrama de televisió alemany, emès per primera vegada el 24 de gener de 2022 per la cadena ZDF, sobre una conferència celebrada a Berlín-Wannsee l'any 1942 per organitzar l'extermini dels jueus. El director Matti Geschonneck recrea la Conferència de Wannsee celebrada el 20 de gener de 1942, basant-se en un guió de Magnus Vattrodt. Els funcionaris nazis alemanys es reuneixen enmig de la Segona Guerra Mundial per determinar l'anomenada Solució Final a la qüestió jueva. El fet no marca l'inici de la Xoà, però és una reunió per coordinar diverses branques governamentals per dur a terme la destrucció dels jueus. El 13 de maig de 2022 es va estrenar el doblatge en català. Va estar disponible subtitulada al català per Movistar + entre totes les plataformes de streaming.

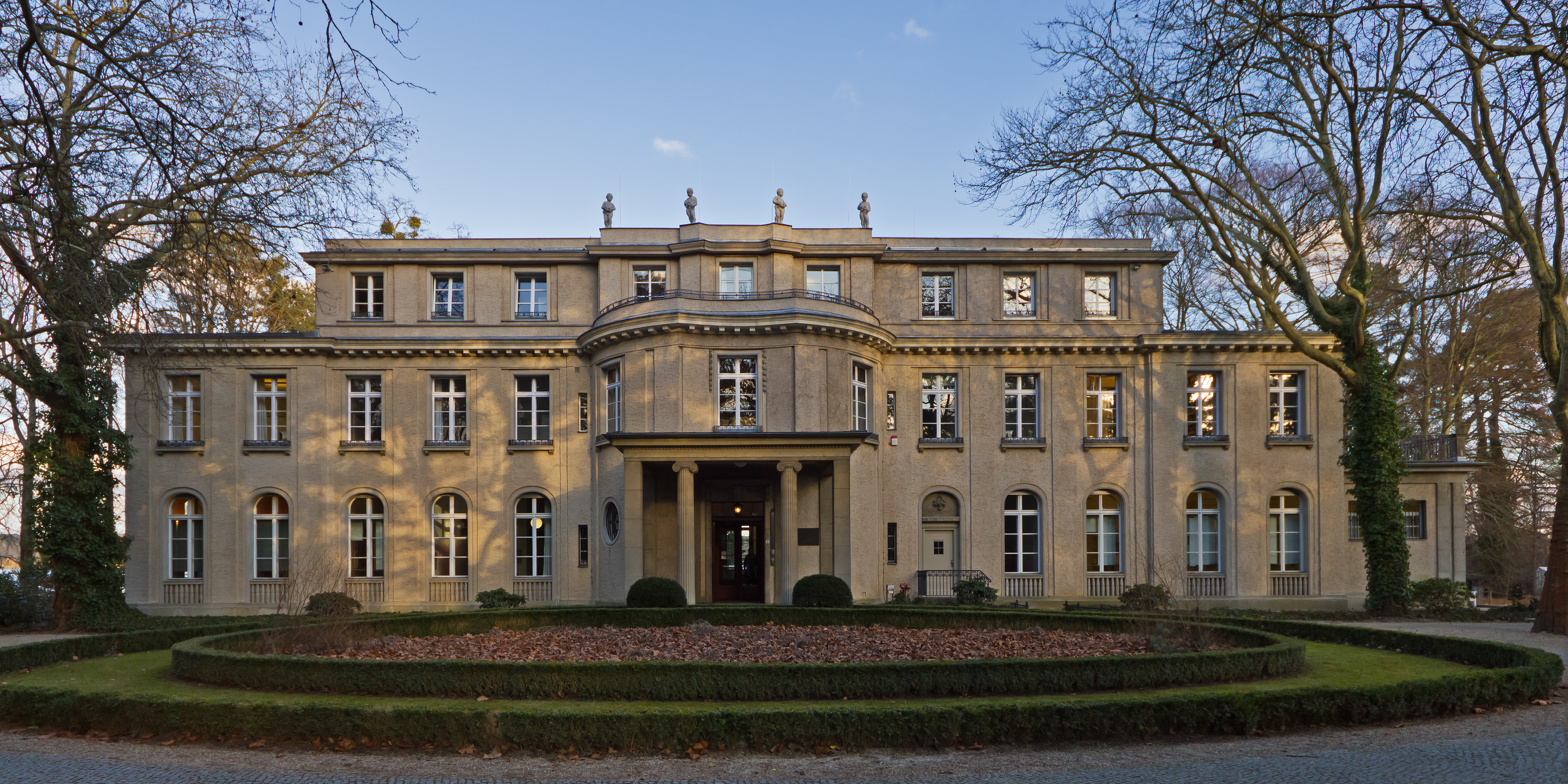
La vil·la Am Großen Wannsee 56–58, on es va celebrar la Conferència de Wannsee, és ara un memorial i un museu.

## Repartiment
- Philipp Hochmair com a Reinhard Heydrich, cap de l'Oficina Principal de Seguretat del Reich (RSHA)
- Johannes Allmayer com a Adolf Eichmann, cap de RSHA IV B4
- Sascha Nathan com al Dr. Josef Bühler
- Arnd Klawitter com al Dr. Roland Freisler, del Ministeri de Justícia del Reich
- Markus Schleinzer com a Otto Hoffmann
- Fabian Busch com al Dr. Gerhard Klopfer
- Thomas Loibl com a Friedrich Wilhelm Kritzinger
- Frederic Linkemann com al Dr. Rudolf Lange
- Rafael Stachowiak com a Georg Leibbrandt
- Simon Schwarz com a Martin Luter
- Peter Jordan com al Dr. Alfred Meyer
- Jakob Diehl com a Heinrich Müller, cap del Departament IV de l'RSHA (la Gestapo)
- Matthias Bundschuh com a Erich Neumann
- Maximilian Brückner com al Dr. Eberhard Schöngarth
- Godehard Giese com a Wilhelm Stuckart, del Ministeri de l'Interior del Reich
- Lilli Fichtner com a Ingeburg Werlemann
- Frederik Schmid